# Mount Orab, Ohio
Mount Orab là một làng thuộc quận Brown, tiểu bang Ohio, Hoa Kỳ. Năm 2010, dân số của làng này là 3664 người.

## Dân số
- Dân số năm 2000: 2307 người.
- Dân số năm 2010: 3664 người.